# Giovanni Dandolo
Giovanni Dandolo (... – Venezia, 2 novembre 1289) è stato un politico italiano, fu il 48º doge della Repubblica di Venezia dal 25 marzo 1280 fino alla sua morte.

## Famiglia e carriera politica
Era figlio di Giberto e di Maria, entrambi membri dell'illustre famiglia Dandolo ma appartenenti a rami differenti (rispettivamente San Moisè e San Polo). Pare che suo nonno si chiamasse Giacomo, pertanto non sembrano veritiere le tradizioni che lo vorrebbero nipote del vicedoge Raniero e bisnipote del doge Enrico.
Il padre si era distinto come vincitore dei Genovesi nella battaglia di Settepozzi.
A detta del genealogista Marco Barbaro avrebbe avuto tre figli: Andrea detto il Calvo (generale della flotta sconfitto nella battaglia di Curzola), Giovanni e Marco. L'esistenza di questi ultimi è confermata dalla documentazione storica; non si può dire lo stesso di un Enrico e di una Maria che compaiono su alberi genealogici più tardi.
Non è facile ricostruire la sua carriera visto che in quel periodo erano attivi nella politica veneziana almeno sei personalità omonime, tra cui lo stesso figlio del Dandolo. Ci sono però alcune certezze: nel 1266 era ambasciatore presso i Genovesi; nel 1274 e fino al 1276 fu bailo in Siria; entrò quindi per un anno nel Maggior Consiglio. Meno sicura, per quanto antica, è la tradizione che lo vorrebbe conte di Cherso e Ossero; fonti più tarde, d'altro canto, lo ritengono conte di Zara.

## Dogato
Il 25 marzo 1280 successe a Jacopo Contarini nella carica di doge.
Durante il precedente governo la Serenissima era stata impegnata in numerosi eventi bellici a cui il Dandolo cercò sin dall'inizio di porre rimedio. Proprio nel 1281 stipulò un trattato di pace con Ancona, mettendo fine, almeno provvisoriamente, agli annosi contrasti con la città marchigiana.
Dovette invece continuare la guerra contro le città istriane che si erano ribellate a Venezia contando sul sostegno del conte di Gorizia e del patriarca di Aquileia. Sotto di lui Isola (1281) e Pirano (1283) tornarono nell'orbita delle Repubblica e nel 1285 venne conclusa una pace; ciononostante, il conflitto riesplose qualche tempo dopo e si concluse definitivamente solo durante il dogato successivo.
Il Dandolo ebbe difficili relazioni con papa Martino IV. Nel 1281 il doge si era impegnato con la Curia romana a progettare con Carlo d'Angiò e Filippo III di Francia una crociata contro l'Impero Bizantino, tuttavia la Repubblica perse ogni interesse quando i rapporti con Costantinopoli tornarono nella normalità (e anche perché la rivolta dei Vespri siciliani aveva messo fuori gioco gli Angioini). Il Dandolo arrivò anzi a proibire al patriarca di Grado e al suo clero di predicare in favore dell'iniziativa e, di conseguenza, il pontefice lanciò l'interdetto su Venezia.
Nessuna delle due parti si impegnò a cercare un compromesso e l'interdetto rimase in vigore per tutto il pontificato di Martino. Solo nel 1286 papa Onorio IV lo tolse; anzi, i rapporti tra Venezia e la Chiesa migliorarono così tanto che nel 1289 le due parti si accordarono per l'introduzione nella Repubblica del tribunale dell'Inquisizione.
In ambito economico, si assisté al tentativo veneziano di intrattenere commerci con l'Europa centrale: il governo si impegnò in particolare a migliorare la via del Brennero che garantiva i collegamenti tra la Repubblica e la Germania. Fondamentale fu, nel 1284, l'introduzione del ducato, la prima moneta d'oro veneziana, che facilitò gli scambi più consistenti.
Per quanto riguarda l'amministrazione interna, nel 1280 il Dandolo si occupò della revisione degli statuti veneziani, emessi nel 1242 dal doge Jacopo Tiepolo e ancora privi delle successive disposizioni del Maggior Consiglio. Lavorò, inoltre, a una serie di riforme istituzionali convocando un'apposita commissione di giuristi (1282-1283).
Nel complesso, la storiografia veneziana considera il dogato del Dandolo un periodo di crisi. Venezia risentì delle tensioni scatenate dall'interdetto e delle guerre, specialmente a livello di finanze statali. In aggiunta, la città fu sconvolta da una serie di calamità naturali: nel 1285 un disastroso terremoto provocò crolli e vittime e qualche tempo dopo un'acqua alta eccezionale penetrò nei magazzini distruggendo grandi quantità di merci; la conseguente carestia spinse il doge a deliberare di vendere sottocosto i beni alimentari conservati nelle riserve pubbliche.
Morì il 2 novembre 1289 e fu sepolto, come altri dogi, nella basilica dei Santi Giovanni e Paolo. Della sua tomba, che ancora esisteva nel Cinquecento, resta solo l'epigrafe, murata nella navata sinistra della chiesa.